# Sachseln
Sachseln är en ort och kommun i kantonen Obwalden, Schweiz. Kommunen har 5 294 invånare (2023).